# Architecture serbo-byzantine

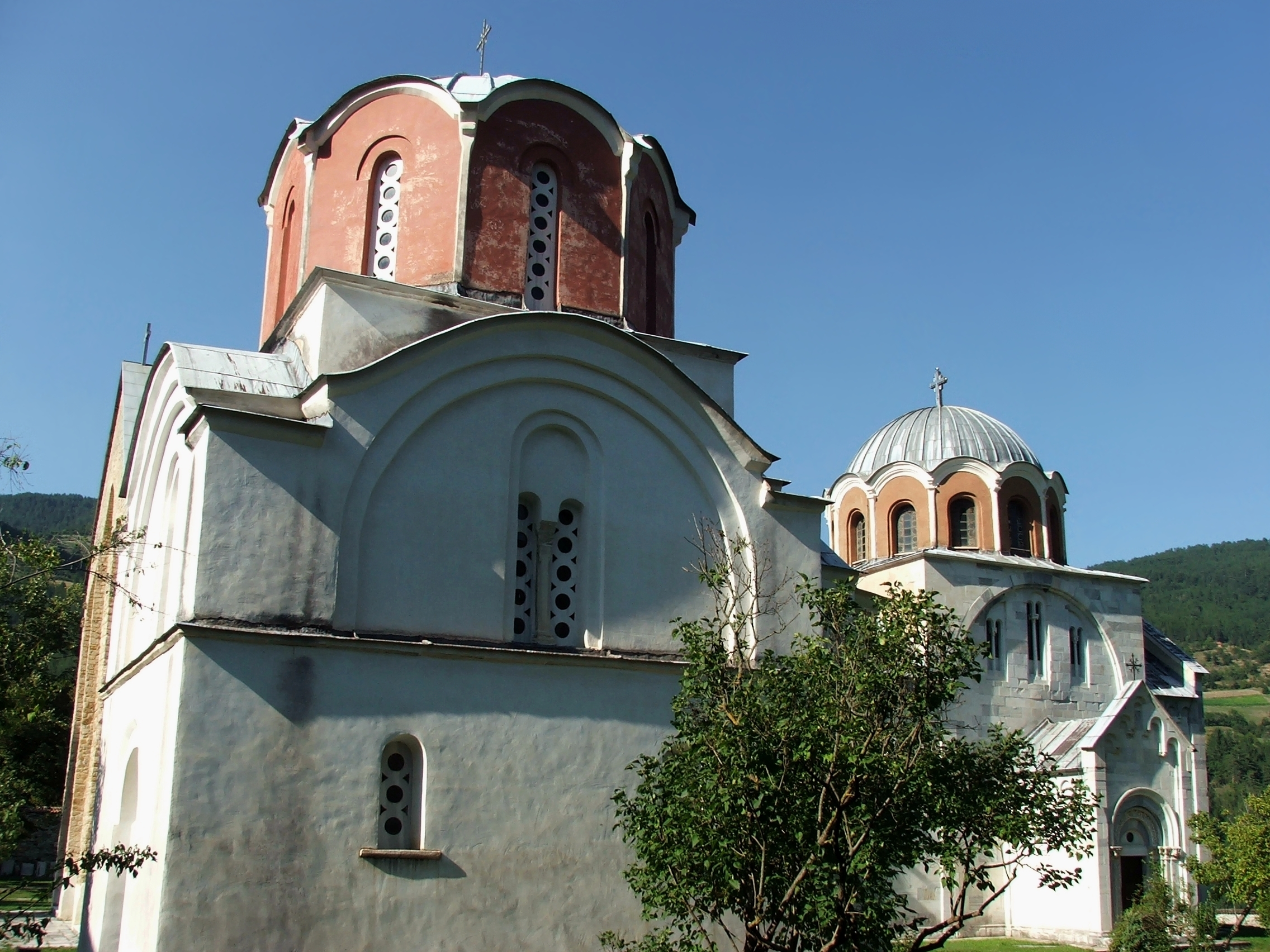
Le monastère de Studenica, classé au Patrimoine mondial de l'UNESCO, monument très important pour la société serbe, avec en premier plan l'église royale d'époque dite "macédonienne", et au second plan l'église plus ancienne d'époque dite "rascienne".

Cette page traite de l'architecture serbo-byzantine dans sa globalité (du Moyen Âge au XXe siècle, pour l'école spécifique au XIIIe siècle voir École serbo-byzantine et pour le style historiciste moderne voir Style serbo-byzantin (architecture moderne)
L'architecture serbo-byzantine est un style architectural représentatif de la Serbie et des Balkans en général. Apparu au Moyen Âge, décliné en plusieurs styles ou écoles s'étant succédé du XIIe siècle au XVe siècle, il est revisité à l'époque moderne.
Ces styles, se retrouvant principalement dans l'architecture religieuse, prennent souvent le nom de rivières représentatives du lieu d'implantation majeur de l'école (à savoir la Raška, le Vardar et la Morava). L'influence et l'implantation de ces styles s'est d'ailleurs étendue à l'ensemble du bassin de vie slave du sud, à savoir en Serbie, au Monténégro, en Macédoine mais aussi en Bosnie-Herzégovine ou même en Croatie.

## L'époque rascienne

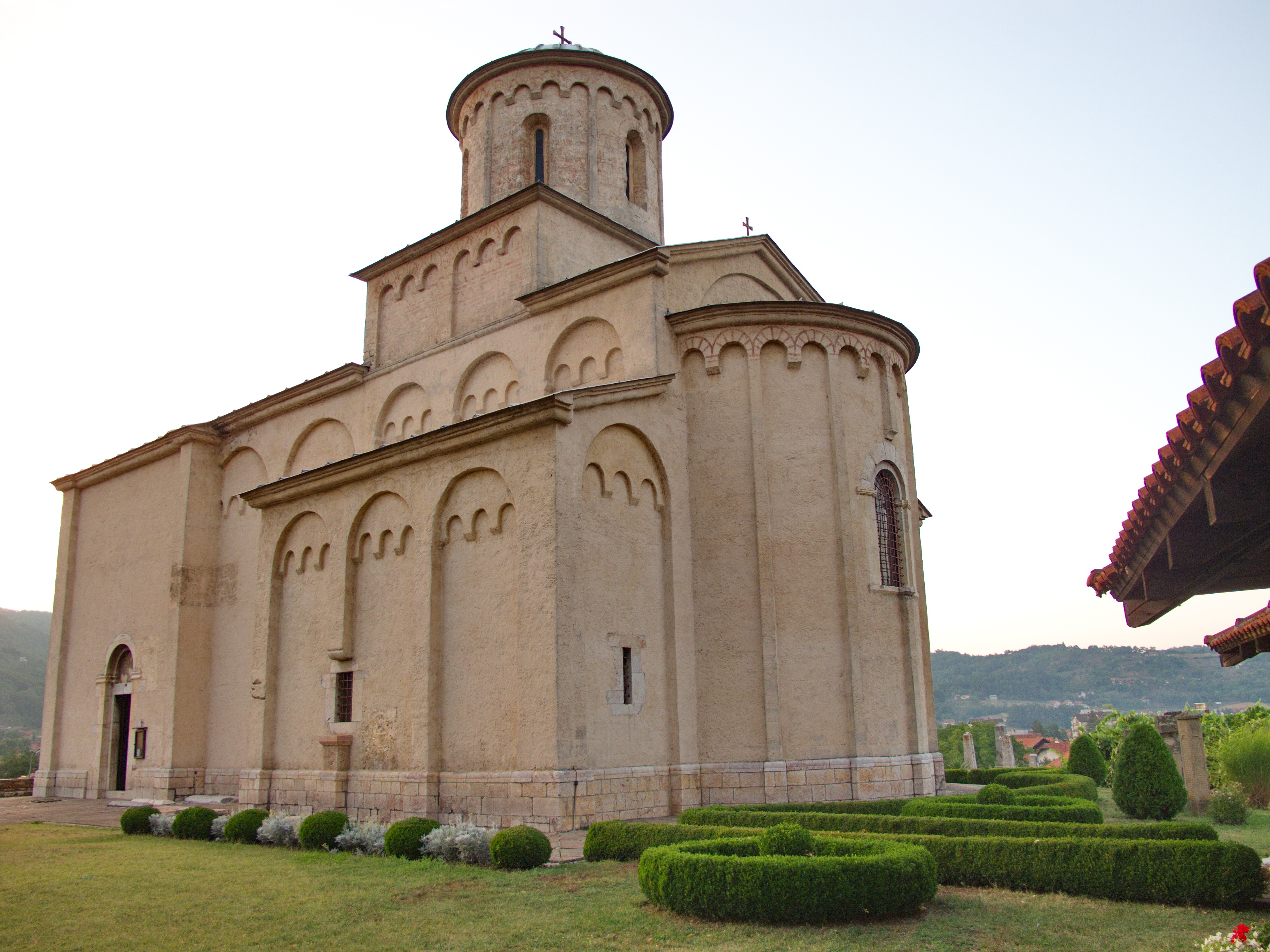
Église Saint-Achille d'Arilje

L'école de la Raška s'est développée autour de la région d'installation première des Serbes, c'est-à-dire en Rascie (selon son nom français), nommée d'après la rivière Raška. C'est dans cette vallée de la Raška qui se situait Stari Ras, la première capitale du royaume de Rascie, vassal de l'Empire byzantin. Ainsi, l'influence de l'architecture byzantine était primordiale et constituait le ferment d'une architecture serbe, tout comme l'orthodoxie byzantine servit de ferment à la société serbe.
Les églises rasciennes sont principalement à nef unique, qu'on peut rapprocher d'un plan basilical byzantin ou romain, et surmontée d'un dôme précédant le chœur. Les intérieurs sont richement décorés de fresques. Ce style a perduré du XIIe siècle au XIIIe siècle

## L'époque macédonienne

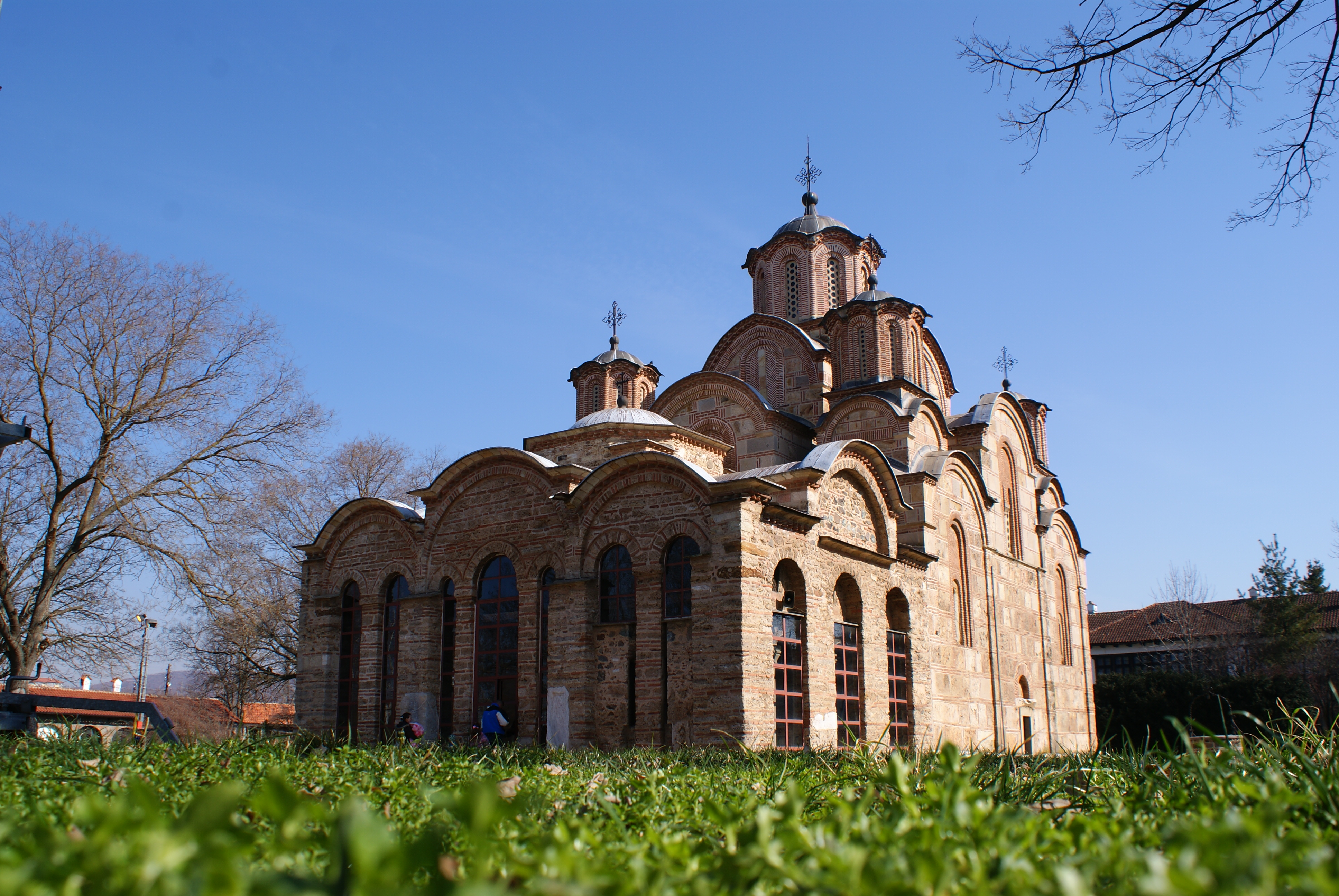
Le Monastère de Gračanica aujourd'hui au Kosovo, lieu symbolique pour les Serbes

Nommée également école du Vardar ou école serbo-byzantine, celle-ci témoigne de la conquête d'autonomie de l'État serbe, devenu royaume de Serbie sous Stefan Ier Nemanjić. Paradoxalement, le nom témoigne d'une plus grande proximité avec la zone de culture purement byzantine, ce style se développant principalement dans le sud du royaume, c'est-à-dire dans le nord de la Macédoine et au Kosovo, des zones très proches de l'Empire romain d'Orient. Il est aussi corrélé avec la conquête serbe sur l'ancienne Grèce sous l'Empire serbe au XIVe siècle, la capitale était fixée à Skopje.
On voit apparaître là des églises à plan cruciforme faisant souvent la synthèse avec un plan carré byzantin. Une influence peut-être provenant d'une architecture d'Europe de l'Ouest, au travers des contacts avec le royaume de Hongrie. Ce style accompagne l'apogée des États serbes médiévaux entre le milieu du XIIIe siècle et la fin du XIVe siècle.

## L'époque moravienne

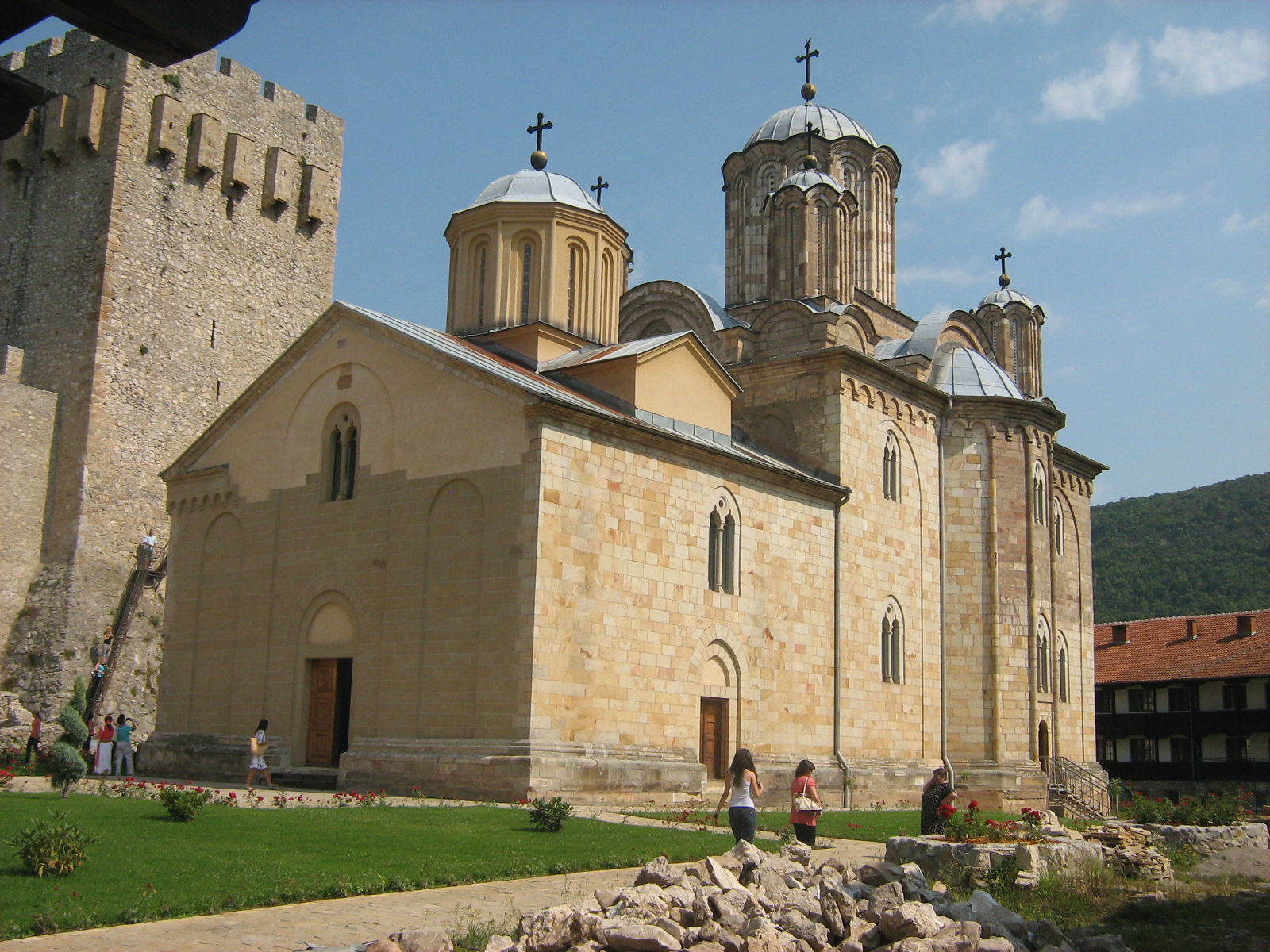
Le Monastère de Manasija

L'école de la Morava se concentre dans la vallée de la rivière éponyme, région où s'est déplacé le centre du pouvoir serbe après la chute de l'empire de Stefan Dušan. Ce style accompagne ainsi le déplacement de la capitale de la principauté de Lazare de Serbie à Kruševac, créé ex nihilo.
On voit l'apparition d'un plan tréflé, représentatif de ce style, plus riche en décoration extérieure. Développé ainsi à partie de la fin du XIVe siècle, il prend fin avec l'aboutissement de la conquête ottomane sur le despotat de Serbie, reliquat de la principauté de Lazare, au milieu du XVe siècle. Par la suite, le pouvoir impérial ottoman, n'aura de cesse de réprimer toute résurgence et manifestation nationale serbe.

## Persistance enVoïvodine

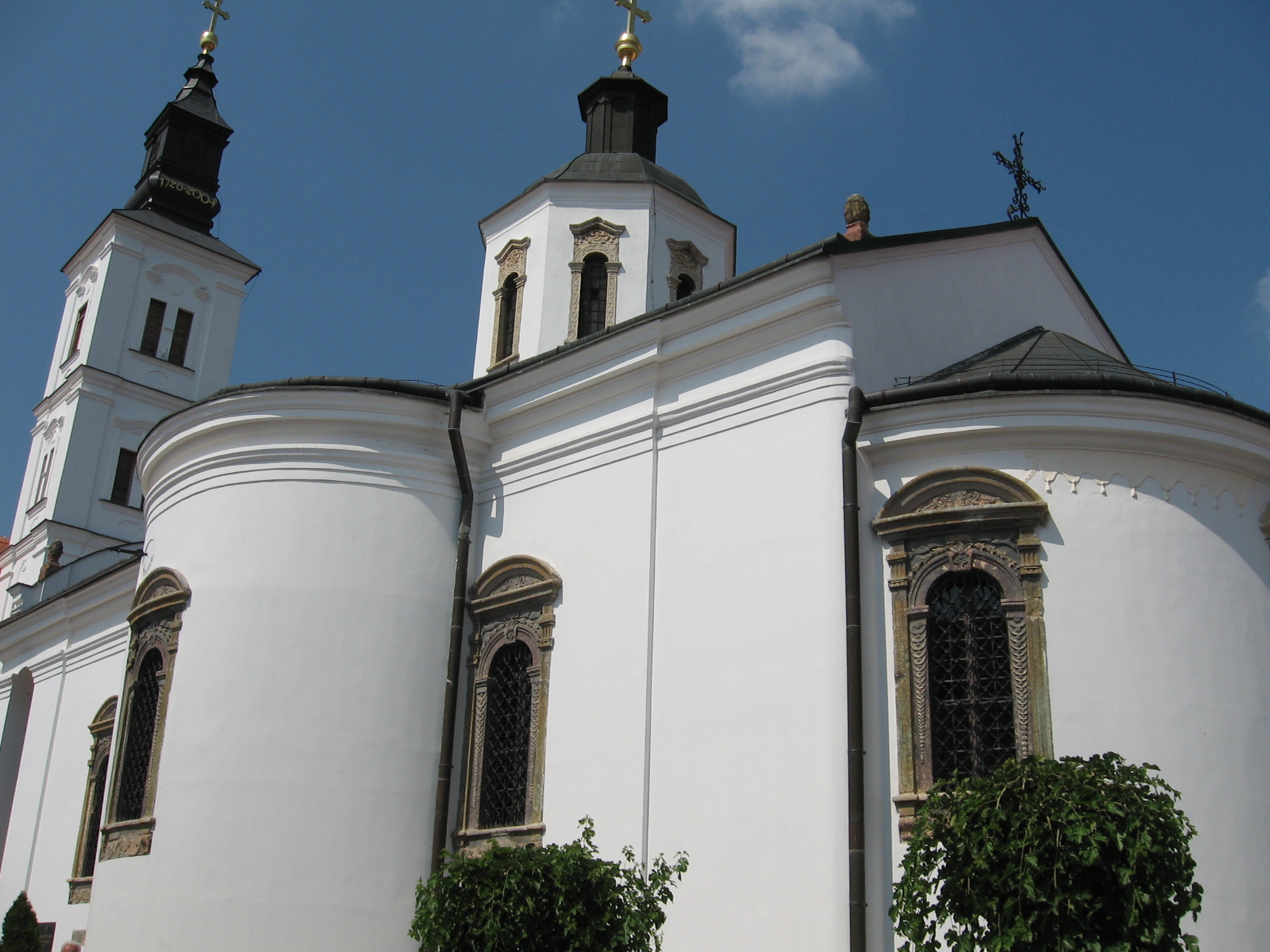
Le monastère de Krušedol, d'importance notable en Serbie, combinaison des arts serbo-byzantins et baroques autrichiens

Réfugiés dans cette région du sud du Royaume de Hongrie, des Serbes fuyant l'occupation ottomane construisent au début du XVIe siècle, de nouveaux monastères. Les plus connus sont ceux de Syrmie avec les seize monastères de la Fruška gora. Le royaume de Hongrie n'étant réellement occupé par l'Empire ottoman qu'un peu moins d'un siècle après la Serbie, ces monastères se développent, parvenant notamment à voir transférées en leur sein les dépouilles de grandes figures serbes. Stefan Lazarević, ancien despote serbe, des membres de la famille Branković ou des patriarches serbes, se verront inhumés au monastère de Krušedol.
Ces édifices reprennent en majorité la tradition moravienne, mais évolueront souvent avec le temps. Souvent incendiés voire détruits par les Turcs après 1526, date à laquelle ces derniers occupent la Hongrie, ils seront souvent reconstruits et redécorés au XVIIIe siècle alors que la couronne autrichienne (possédant la Hongrie) aura remis la main sur la Voïvodine - et provisoirement une partie de la Serbie, comprenant Belgrade - (1718, Traité de Passarowitz). Ainsi l'art baroque autrichien se mêle à l'art serbo-byzantin, de même que la peinture russe. On retrouve alors des tours porches, issues de la tradition germanique, de facture baroque, côtoyant les coupoles centrales de la tradition serbe byzantine.

Cet art baroque va d'ailleurs influencer l'architecture serbe tout au long du XIXe siècle après l'émancipation des Serbes vis-à-vis des Ottomans.

## Le renouveau historiciste à l'époque moderne
La Serbie, érigée en principauté indépendante depuis 1815, et devenue autonome de facto des Ottomans en 1867, cherche alors à se débarrasser de son héritage turc et de l'identité ottomane qui la définit encore en Europe. La transformation de Belgrade, qui était la dernière capitale de la Serbie avant la conquête, et devint ainsi la nouvelle de l'État, est la preuve de la recherche d'une nouvelle identité culturelle. D'abord le pays se tourne vers la mode en vogue dans le reste de l'Europe. La nouvelle artère Knez Mihailova est une vitrine incontestable de l'Europe centrale et occidentale au cœur du nouveau Belgrade. 
Avec le temps, l'expansion de la Serbie et son érection en royaume en 1882 va redonner lieu à un engouement pour la culture serbe pré-ottomane. C'est alors qu'un historicisme d'inspiration romantique voit le jour dans le style serbo-byzantin moderne. Cette architecture reprend les registres des écoles rascienne, macédonienne et moravienne et les adapte à l'urbanisme moderne. Ainsi, si les reliques de l'art serbo-byzantin médiéval sont exclusivement des églises ou des monastères, ce renouveau historiciste à caractère nationaliste s'insinue dans tous types de constructions, qu'elles soient civiles ou religieuses, à différents degrés. De plus, ce mouvement s'inscrit dans celui de l'Art nouveau européen, car mêlant symboliquement les registres historicistes et les formes les plus modernes.

Le mouvement va s'accélérer au XXe siècle avec la popularisation de l'idée Yougoslave corrélée à l'irrédentisme serbe dans une logique de réaffirmation nationale de plus en plus exacerbée. L'apogée du style sera atteinte dans l'entre-deux-guerres sous le royaume de Yougoslavie. Le mouvement sera finalement stoppé par la Seconde Guerre mondiale puis par le régime communiste titiste anti-nationaliste.

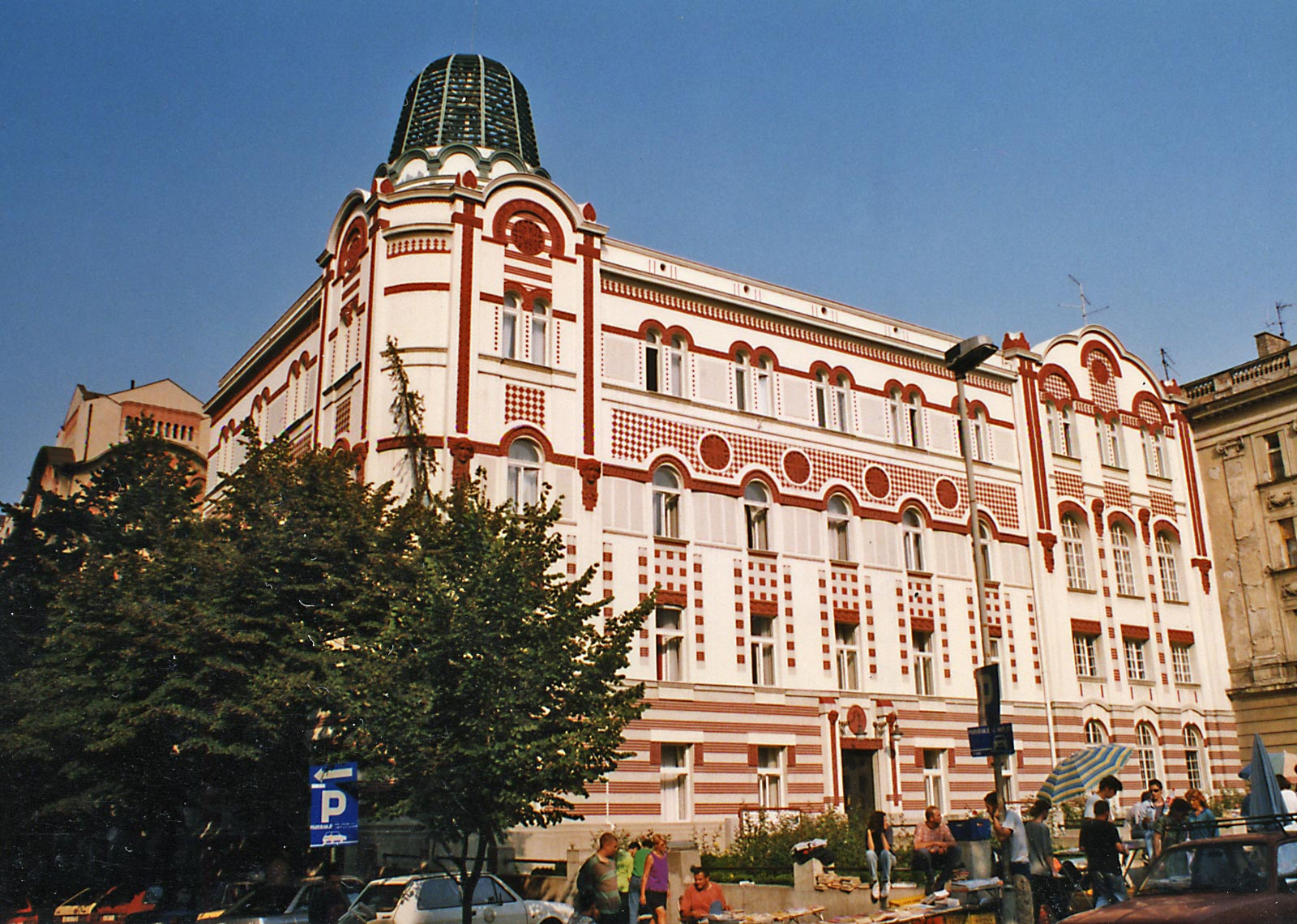
L'ancien central téléphonique de Belgrade, construit en 1908
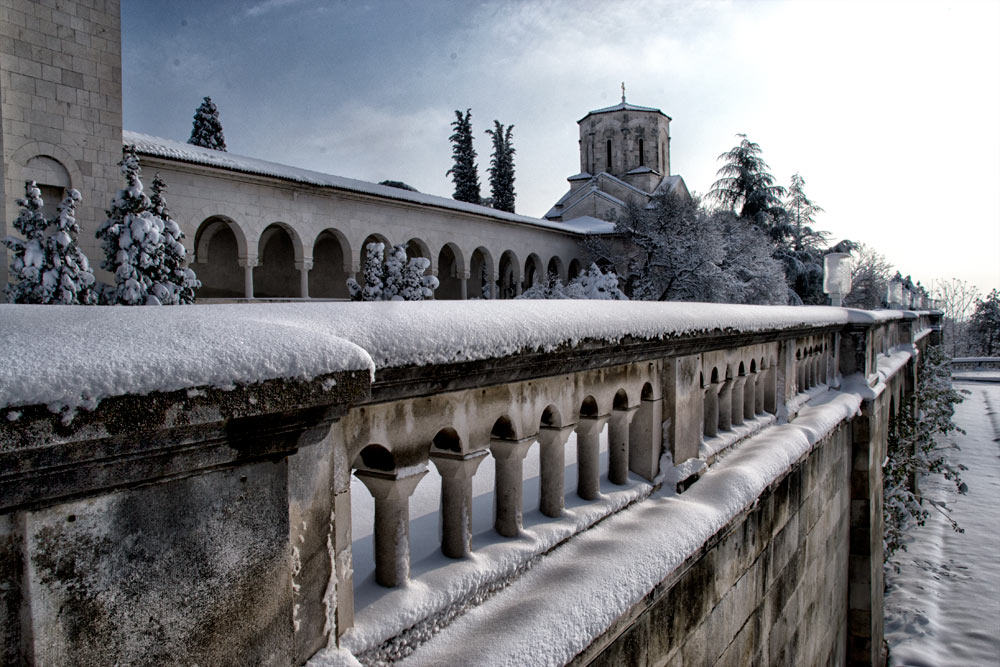
Le palais royal (Kraljevski dvor en serbe), années 1920
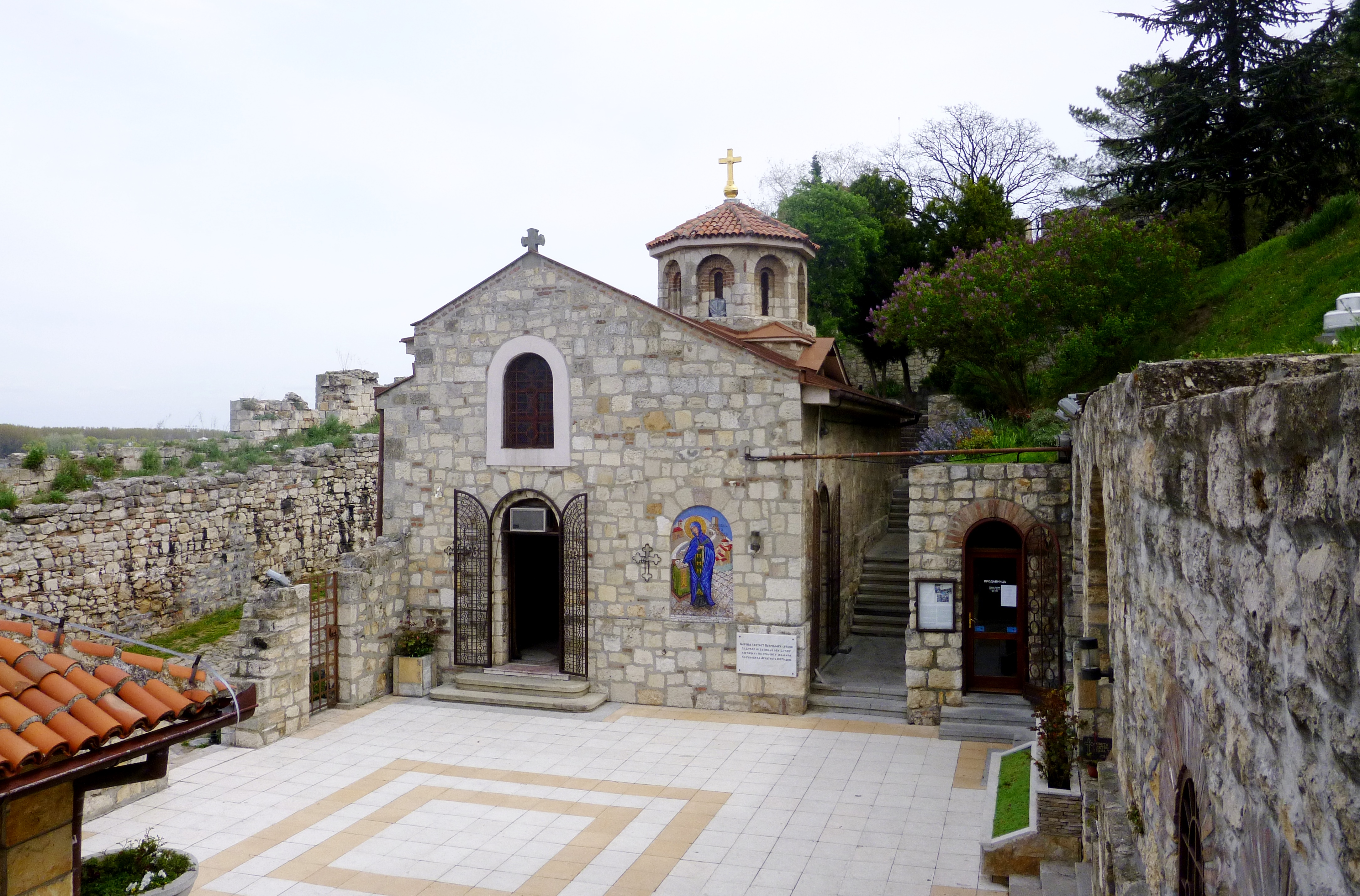
L'église Saint-Petka (Sveta Petka en serbe) de Belgrade, construite dans les années 1930
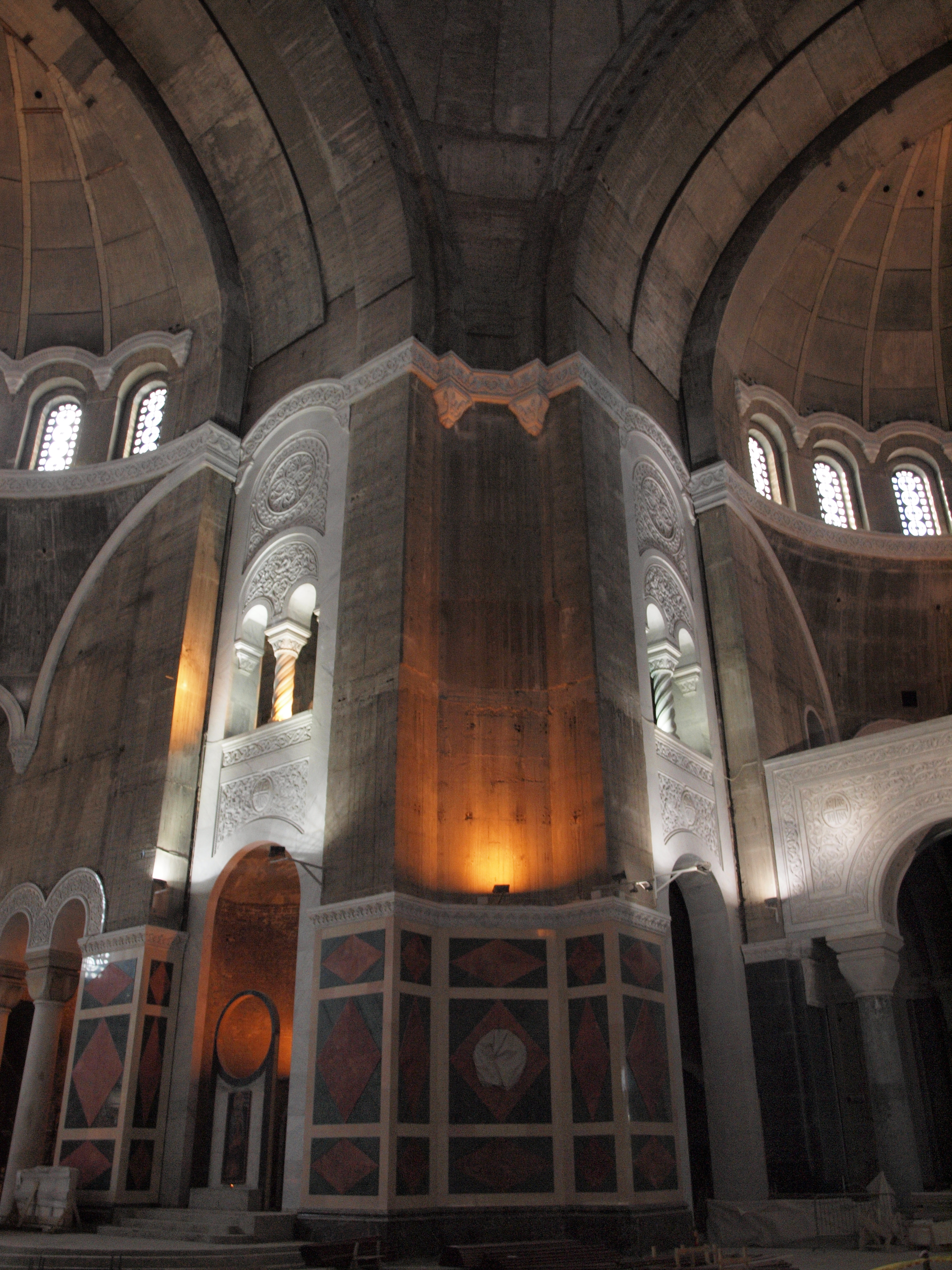
Intérieur de l'église Saint-Sava de Belgrade clairement inspiré du registre byzantin
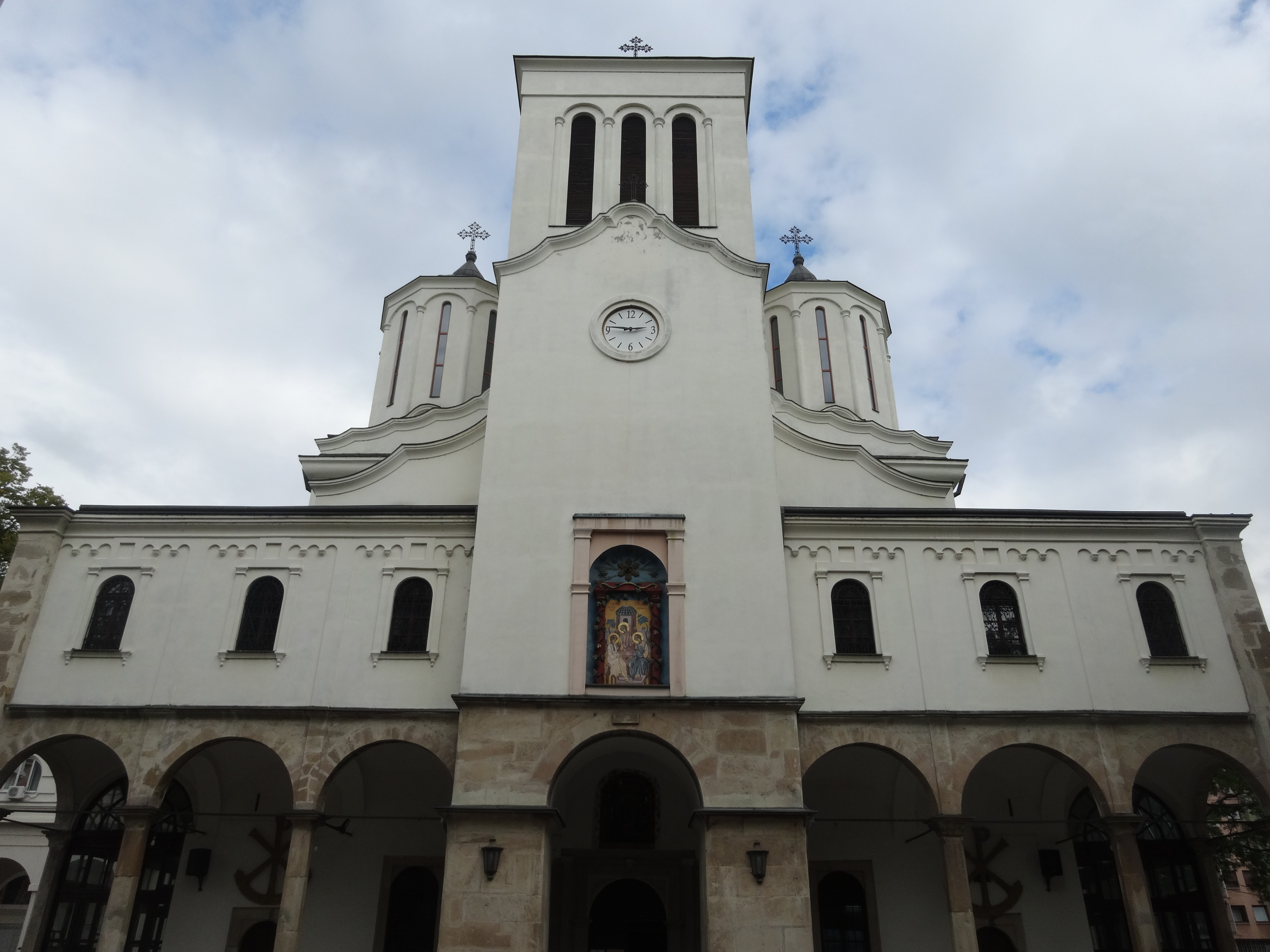
la cathédrale de Niš, 1878

## Sources
- Nationalism and Architecture: The Creation of a National Style in Serbian Architecture and Its Political Implications (Journal of the Society of Architectural Historians), Bratislav Pantelić (1997)